# Rony
Ronielson da Silva Barbosa (ur. 11 maja 1995 w Magalhães Barata) – brazylijski piłkarz występujący na pozycji napastnika.

## Kariera piłkarska
Od 2014 roku występował w Remo, Náutico i Albirex Niigata.